# Aldo Bobadilla
Aldo Antonio Bobadilla Ávalos (Pedro Juan Caballero, Amambay, Paraguay; 20 de abril de 1976) es un exfutbolista y entrenador paraguayo. Como futbolista se desempeñaba en la posición de portero y fue internacional con la selección de fútbol de Paraguay en varias ocasiones.
En su largo recorrido, llegó a defender los colores de los dos equipos más importantes del fútbol paraguayo: Cerro Porteño y Olimpia. Actualmente es entrenador del Tacuary F.B.C desde el 18 de septiembre de 2023.
Actualmente dirige a Ameliano de la Primera División de Paraguay.

## Trayectoria

### Como jugador
Comenzó su carrera jugando por varios años para Cerro Porteño, con el que logró dos títulos absolutos en 2001 y 2004, este último como capitán. Miembro de una importante camada de porteros paraguayos, este hombre de 1.90 metros de altura y 89 kilos de peso fue vital con sus atajadas para llevar a Libertad de su país hasta la semifinal de la Copa Libertadores de América, acumulando así un largo recorrido en torneos internacionales. Fue la figura en los cuartos de final de la edición 2006, ante River Plate, al cual eliminó en aquella oportunidad.
Tuvo su primer paso por Argentina cuando defendió el arco de Gimnasia y Esgrima La Plata, en 2005, antes de regresar poco más de un año después, esta vez para militar en Boca Juniors. Debutó el 6 de agosto de ese año frente a Banfield, partido que terminó 3-0 a favor del conjunto "Xeneize". Al cabo de esa temporada fue campeón de la Recopa Sudamericana. Ganó la Copa Libertadores de América en 2007 como suplente. Jugó 45 minutos en reemplazo de Mauricio Caranta quien se había lesionado durante el partido contra el Cúcuta Deportivo.
El 14 de septiembre de 2007 en horas de la noche, llegó a Medellín para concretar su vinculación con el Independiente Medellín de Colombia, club que pasaba por un mal semestre, teniendo la valla más vencida del Torneo Finalización junto con la de Millonarios, con 17 tantos en contra. Aldo Bobadilla llegó a intentar disminuir estas cifras y fue un baluarte para el equipo.
A pesar de no haber jugado todo el torneo, terminó siendo el portero con menos goles encajados en su arco. Fue la contratación más importante del año en el torneo colombiano y más tarde pieza fundamental para la obtención del quinto título del Independiente Medellín, siendo además su capitán y convirtiéndose en un ídolo para toda la afición. Tanto el público como el periodismo especializado de ese país lo han catalogado como una de las grandes figuras del equipo gracias a sus excelentes actuaciones.
Tras la conclusión de la participación de su selección en la Copa Mundial de Fútbol de 2010, el portero fichó por el Corinthians de Brasil. A inicios del 2011 se vincula con el Olimpia del Paraguay, rival de Cerro Porteño, club donde surgió como jugador incluso siendo capitán.
El 29 de julio de 2011, de forma repentina puso fin a su carrera como jugador al confirmarse su vinculación al cuerpo técnico de la selección paraguaya, liderado por el exfutbolista Francisco "Chiqui" Arce, quien también acababa de ser puesto en funciones.

### Como entrenador
A mediados de 2012 se convirtió en el director técnico de las divisiones menores del Club Rubio Ñu de la primera división del fútbol paraguayo. Empezando el año 2013 fue nombrado director técnico del Club Sportivo San Lorenzo de la División Intermedia, segunda categoría del fútbol paraguayo, iniciando así su carrera como técnico al frente de un equipo principal.
Permaneció al frente de este equipo hasta mediados de la temporada, luego tomó la dirección técnica del club General Caballero ZC, y se mantuvo al frente de este equipo hasta las primeras fechas de la Temporada 2015. En el mismo campeonato pasó a dirigir brevemente al Club Sportivo Carapeguá, pero luego renunció a su cargo.
En noviembre de 2015 volvió al frente del club General Caballero ZC, que en la temporada 2016 compitió en la Primera División.
A principios de abril de 2016 asumió la dirección técnica del club Sportivo Trinidense de la Segunda División del fútbol paraguayo.
A mediados de junio de 2016 volvió a asumir como entrenador del club General Caballero ZC con miras al campeonato clausura de Primera División.
En diciembre de 2016 asumió como entrenador del club General Díaz de la Primera División de Paraguay.
En el 2017, estuvo como director técnico del Club Olimpia, uno de los equipos más tradicionales del fútbol paraguayo. Posteriormente, en el 2018 fue el entrenador del Club Libertad y el Club General Díaz.
En el 2019, estuvo al frente del Club Nacional. 
El 4 de septiembre de 2019 fue confirmado como nuevo director técnico del Independiente Medellín de Colombia, equipo donde Aldo es ídolo, siendo así su primera experiencia en el fútbol del extranjero. Es en este equipo donde el 6 de noviembre de 2019 logra su primer título como entrenador al coronarse campeón de la Copa Colombia, siendo campeón invicto.

## Selección nacional
Fue internacional con la selección de fútbol de Paraguay. Su gran altura, seguridad y grandes reflejos lo llevó a transformarse en una alternativa válida para Justo Villar, el elegido por Gerardo Martino, entrenador del seleccionado, para reemplazar el espacio dejado por José Luis Chilavert.
En el Mundial de Alemania 2006 ingresó como suplente durante el primer encuentro tras la lesión de Villar, a sólo siete minutos de iniciado el juego frente a Inglaterra. Por tal motivo disputó como titular los restantes dos encuentros.
En la fase eliminatoria rumbo al Mundial de Sudáfrica 2010, competición para la que finalmente se clasificó, fue convocado en todos los partidos, siendo tenido en cuenta para integrar el onceno titular en una sola ocasión. Fue en la derrota por 4-2 ante Bolivia, en La Paz, el 18 de junio de 2008.
En julio de 2011, inmediatamente después de retirarse de la práctica activa del fútbol profesional, Bobadilla se convirtió en preparador de arqueros de la selección nacional.
En el 2020 fue asignado como director técnico de las selecciones juveniles de Paraguay Sub-17 y de Paraguay Sub-20. El 4 de julio de 2022, con la Selección Sub-17 consiguió la medalla de Oro en los Juegos Bolivarianos 2022 ganando los 3 partidos del cuadrangular a las selecciones de República Dominicana, Bolivia y a la local Colombia, consiguiendo así el primer título de la selección sub-17 guaraní. El 12 de octubre de 2022, con la Selección Sub-20, ganaría la medalla de oro en los Juegos Odesur 2022, siendo esta la primera medalla dorada de la selección guaraní en los juegos Suramericanos desde los juegos de 1978.

### Participaciones en Copas del Mundo
| Mundial              | Sede      | Resultado        | Partidos |
| -------------------- | --------- | ---------------- | -------- |
| Copa Mundial de 2006 | Alemania  | Primera fase     | 3        |
| Copa Mundial de 2010 | Sudáfrica | Cuartos de final | 0        |

## Clubes

### Como jugador
| Club                        | País                | Año                 | Partidos |
| --------------------------- | ------------------- | ------------------- | -------- |
| Cerro Porteño               | Paraguay            | 1994-2004           | 206      |
| Gimnasia y Esgrima La Plata | Argentina           | 2005                | 19       |
| Libertad                    | Paraguay            | 2006                | 24       |
| Boca Juniors                | Argentina           | 2006-2007           | 26       |
| Independiente Medellín      | Colombia            | 2007-2010           | 136      |
| Corinthians                 | Brasil              | 2010                | 10       |
| Olimpia                     | Paraguay            | 2011                | 22       |
| Total en su carrera         | Total en su carrera | Total en su carrera | 413      |

### Como entrenador
| Club                   | País     | Año               |
| ---------------------- | -------- | ----------------- |
| Sportivo San Lorenzo   | Paraguay | 2013              |
| General Caballero ZC   | Paraguay | 2013-2015         |
| Carapeguá              | Paraguay | 2015              |
| Trinidense             | Paraguay | 2015              |
| General Caballero ZC   | Paraguay | 2015-2016         |
| Trinidense             | Paraguay | 2016              |
| General Caballero ZC   | Paraguay | 2016              |
| General Díaz           | Paraguay | 2016-2017         |
| Olimpia                | Paraguay | 2017              |
| Libertad               | Paraguay | 2018              |
| General Díaz           | Paraguay | 2018              |
| Nacional               | Paraguay | 2019              |
| Independiente Medellín | Colombia | 2019-2020         |
| Paraguay Sub-17        | Paraguay | 2020-2023         |
| Paraguay Sub-20        | Paraguay | 2020-2023         |
| Tacuary                | Paraguay | 2023              |
| Tacuary                | Paraguay | 2024              |
| Ameliano               | Paraguay | 2024 - Actualidad |

## Palmarés

### Como jugador

#### Campeonatos nacionales
| Título              | Club                   | País     | Año     |
| ------------------- | ---------------------- | -------- | ------- |
| Primera División    | Cerro Porteño          | Paraguay | 2001    |
| Primera División    | Cerro Porteño          | Paraguay | 2004    |
| Categoría Primera A | Independiente Medellín | Colombia | 2009-II |

#### Copas internacionales
| Título              | Club         | Sede         | Año  |
| ------------------- | ------------ | ------------ | ---- |
| Recopa Sudamericana | Boca Juniors | São Paulo    | 2006 |
| Copa Libertadores   | Boca Juniors | Porto Alegre | 2007 |

#### Distinciones individuales
| Distinción                            | Otorgada por                             | Año  |
| ------------------------------------- | ---------------------------------------- | ---- |
| Mejor Extranjero Copa Mustang 2008 II | Dimayor                                  | 2008 |
| Mejor Extranjero Copa Mustang 2009 II | Dimayor                                  | 2009 |
| Condecoración Especial                | Presidencia de la República del Paraguay | 2010 |

### Como entrenador

#### Campeonatos nacionales
| Título        | Club                   | País     | Año  |
| ------------- | ---------------------- | -------- | ---- |
| Copa Colombia | Independiente Medellín | Colombia | 2019 |

#### Torneos internacionales
| Título                  | Equipo          | Sede       | Año  |
| ----------------------- | --------------- | ---------- | ---- |
| Juegos Bolivarianos     | Paraguay Sub-17 | Valledupar | 2022 |
| Torneo Odesur de Fútbol | Paraguay Sub-20 | Asunción   | 2022 |

## Estadísticas en elDIM

### Como jugador
| Independiente Medellín · Colombia                                                                                         |            |     |   |   |   |    |   |     |   |
| 1.ª | 2007       | 10  | 0 | — | — | —  | — | 10  | 0 |
| 1.ª | 2008       | 47  | 0 | 2 | 0 | —  | — | 49  | 0 |
| 1.ª | 2009       | 41  | 0 | 3 | 0 | 8  | 0 | 52  | 0 |
| 1.ª | 2010       | 17  | 0 | 2 | 0 | 6  | 0 | 25  | 0 |
| Total club | Total club | 115 | 0 | 7 | 0 | 14 | 0 | 136 | 0 |
| (1) Incluye datos de la Copa Colombia (2) Incluye datos de Copa Libertadores. (3) No incluye goles en partidos amistosos. |            |     |   |   |   |    |   |     |   |

### Como entrenador
| Independiente Medellín · Colombia |    |    |   |   |    |    |       |        |
| Finalización 2019                 | 10 | 6  | 3 | 1 | 19 | 9  | (+10) | 70%    |
| Copa Colombia 2019                | 5  | 4  | 1 | 0 | 10 | 6  | (+4)  | 86,67% |
| Apertura 2020                     | 8  | 3  | 2 | 3 | 10 | 11 | (-1)  | 45,83% |
| Copa Libertadores 2020            | 6  | 2  | 0 | 4 | 6  | 8  | (-2)  | 33,33% |
| Total club                        | 28 | 15 | 6 | 7 | 45 | 34 | (+9)  | 60,71% |